# Gare routière de Bercy-Seine
La gare routière de Bercy-Seine est la gare routière la plus empruntée en France. Elle compte le plus grand nombre de destinations, 299, et 80 % de la fréquentation francilienne.

## Chronologie
En 2017, la mairie de Paris a imposé la création d'un terminal commun aux différentes sociétés d'autocars,. Le 29 juin 2017, les cars FlixBus ne partent plus de la porte Maillot mais de Bercy-Seine.
Le point d'arrêt des cars BlaBlaCar Bus (anciennement Ouibus) est déplacé vers Bercy-Seine en janvier 2019. En juillet 2019, des travaux ont été engagés pour la construction d'un nouvel espace d'accueil voyageurs, ouvert le 28 janvier 2020.

## Caractéristiques
En 2015, la gare routière était utilisée seulement par Megabus. En 2019, la fréquentation est dix fois plus élevée,. Elle accueille 7 millions de voyageurs par an[Quand ?].
La gare routière appartient à SNCF Gares & Connexions. Elle est gérée par la Société anonyme d'économie mixte d'exploitation du stationnement de la ville de Paris (SAEMES). Sa capacité actuelle est suffisante avec 80 places de stationnement dont la moitié est utilisée pour les services réguliers. L'entrée voyageurs se situe dans le parc de Bercy sur le quai de Bercy.

## Avenir de la gare
La gare est peu appréciée des voyageurs ainsi que par les compagnies d'autocars qui l'exploitent. Elle est réputée comme étant inadaptée avec des accès étroits ; elle est sale, délabrée, malodorante, peu accueillante avec un manque d'infrastructure pour l'attente des voyageurs, isolée et non reliée aux stations de transport en commun les plus proches. La mairie de Paris et les différentes compagnies d'autocars se renvoient la balle en s'accusant mutuellement sur qui est responsable de la situation de cette gare routière.  
En septembre 2023, la mairie de Paris annonce la fermeture de la gare routière pour le trafic des cars à grande distance, après les Jeux olympiques d'été de 2024, face à la situation déplorable de cette gare. La gare routière pourrait revenir à sa fonction première, un parking pour que les cars de tourisme qui viennent à Paris puissent stationner. 
La gare routière actuelle devrait être déplacée vers une nouvelle localisation. La réouverture de la gare routière de la porte Maillot et à la création d'une nouvelle gare à Saint-Denis-Pleyel devraient permettre une réduction de l'usage de cette gare, avec une fermeture définitive prévue pour 2030 ; elle pourrait alors revenir à sa vocation première de parking pour cars de tourisme.